# Lukas Bärfuss
Lukas Bärfuss (ur. 30 grudnia 1971 w Thun) – szwajcarski dramaturg, prozaik i eseista, piszący w języku niemieckim. Laureat Nagrody im. Georga Büchnera za 2019 r. Mieszka i tworzy w Zurychu. Członek Niemieckiej Akademii Języka i Literatury.

## Dzieła przetłumaczone na język polski
- Seksualne neurozy naszych rodziców (Die sexuellen Neurosen unserer Eltern) – dramat w tłumaczeniu Izabeli Rozhin, prapremiera światowa 2003[3], polskie wydanie książkowe 2006[4], polska prapremiera teatralna 2013 (pod zmienionym tytułem Witaj, Dora)[5];
- Autobus (Der Bus (Das Zeug einer Heiligen)) – dramat w tłumaczeniu Mateusza Borowskiego i Małgorzaty Sugiery, prapremiera światowa 2005[6], polskie wydanie książkowe 2006[4], polska prapremiera teatralna 2014[7]).
- Sto dni (Hundert Tage) – powieść w tłumaczeniu Marii Skalskiej, wydanie oryginalne 2008[8], wydanie polskie 2010[9];
- Koala (Koala) – powieść w tłumaczeniu Arkadiusza Żychlińskiego, wydanie oryginalne 2014[10], wydanie polskie 2017[11].